# Valerij Iordan
Valerij Vladimirovič Iordan (in russo Валерий Владимирович Иордан?; 14 febbraio 1992) è un giavellottista russo.

## Palmarès
| Anno | Manifestazione   | Sede       | Evento                 | Risultato | Prestazione | Note |
| ---- | ---------------- | ---------- | ---------------------- | --------- | ----------- | ---- |
| 2009 | Mondiali allievi | Bressanone | Lancio del giavellotto | 9º        | 69,14 m     |      |
| 2011 | Europei juniores | Tallinn    | Lancio del giavellotto | 5º        | 75,47 m     |      |
| 2012 | Europei          | Helsinki   | Lancio del giavellotto | Argento   | 83,23 m     |      |
| 2013 | Universiadi      | Kazan'     | Lancio del giavellotto | 11º       | 73,49 m     |      |
| 2013 | Mondiali         | Mosca      | Lancio del giavellotto | 25º (q)   | 76,92 m     |      |
| 2014 | Europei          | Zurigo     | Lancio del giavellotto | 7º        | 78,40 m     |      |
| 2015 | Mondiali         | Pechino    | Lancio del giavellotto | 32º (q)   | 73,43 m     |      |

## Altre competizioni internazionali
2015
- Campionati europei a squadre di atletica leggera ( Čeboksary)